# 山代東口站
山代東口站（日语：／ Yamashirohigashiguchi eki */?）是位於石川縣加賀市山代溫泉，北陸鐵道山代線（加南線）的鐵路車站（廢站）。

## 概要
尤如車站名稱，車站位於山代溫泉的東邊。站內設有溫泉電軌的總部。與北陸鐵道合併後，該處變為山代營業所。

## 歷史
- 1914年（大正3年）
  - 10月1日：溫泉電軌河南站至此站之間開業，本九谷站啟用[1]。
  - 11月1日：連絡線此站至粟津溫泉之間開業，成為中途站[2]。
  - 11月11日：車站改名為山代東口站[3]。
- 1943年（昭和18年）10月13日：在合併後成為北陸鐵道連絡線車站。
- 1963年（昭和38年）7月19日：連絡線改名為山代線。
- 1968年（昭和43年）9月1日：車站業務委托北鐵交通社負責。
- 1971年（昭和46年）7月11日：加南線全線廢除，此站也被廢除。

## 車站構造
此站是地面車站，設有2面2線的相對式月台。在1962年（昭和37年），隨著粟津線和部分連絡線廢除，為了方便乘客轉乘替代巴士。於翌年1963年（昭和38年）重建新的站舍。新新舍為一座兩層高的鋼筋混凝土建築物，該處同時設有巴士總站。在站舍北邊是鐵路月台，南邊是巴士乘車區域。

## 現狀
車站遺址變為公園和停車場。

## 相鄰車站
北陸鐵道
山代線
山代－山代東口－宇和野

## 注腳
1. ↑  「軽便鉄道運輸開始」《官報》1914年10月16日（國立國會圖書館數碼化資料）
2. ↑  「軽便鉄道運輸開始」《官報》1914年11月5日（國立國會圖書館數碼化資料）
3. ↑  「軽便鉄道停車場名改称」《官報》1914年11月21日（國立國會圖書館數碼化資料）

## 相關項目
- 日本鐵路車站列表 Ya